# کنجکاو-دوگانه
کنجکاو-دوگانه یا بای-کیوریوس (به انگلیسی: Bi-curious) اصطلاحی است که برای اشاره به افراد با گرایش جنسی همجنس‌گرایی یا دگرجنس‌گرایی به کار برده می‌شود که دربارهٔ فعالیت‌های جنسی و رابطه با شخصی که از نظر جنسیتی او را ترجیح نمی‌دهد، کنجکاوی می‌کند.
این در حالی است که ممکن است این افراد خود را در جایگاه دوجنس‌گرا تلقی کنند. گاهی این اصطلاح برای توصیف مجموعه وسیعی از گرایش‌های جنسی بین دگرجنس‌گرایی و دوجنس‌گرایی استفاده می‌شود. از این اصطلاح همچنین به عنوان دگرجنس‌گرای انعطاف‌پذیر یا همجنس‌گرای انعطاف‌پذیر هم یاد می‌کنند.